# Epitranus elongatulus
Epitranus elongatulus är en stekelart som först beskrevs av Victor Ivanovitsch Motschulsky 1863.  Epitranus elongatulus ingår i släktet Epitranus och familjen bredlårsteklar. Inga underarter finns listade i Catalogue of Life.